# Безкровний Олександр Олексійович
Безкровний Олександр Олексійович (26 серпня 1866 — 26 квітня 1948) — генеральний значковий Армії Української Держави.

## Життєпис

### Служба в РІА
Походив з Катеринославщини. Закінчив Петровський Полтавський кадетський корпус, 3-тє Олександрівське військове училище (1886), вийшов підпоручиком до 55-го піхотного Подільського полку. Закінчив Миколаївську академію Генерального штабу за 1-м розрядом (1898), служив на штабових посадах. У 1902–1912 рр. — начальник штабу 44-ї піхотної дивзії (Чернігів). 
З 15 травня 1912 р. — командир 73-го піхотного Кримського полку (Вінниця), на чолі якого брав участь у Першій світовій війні. За бої при штурмі фортеці Перемишль був нагороджений орденом Святого Георгія IV ступеня. З 5 червня 1915 р. — генерал-майор, начальник штабу 38-го армійського корпусу. З 18 травня 1917 року — начальник 117-ї піхотної дивізії. З 17 липня 1917 р. — начальник 22-го армійського корпусу. З 23 серпня 1917 р. — генерал-лейтенант.

### Служба в Армії Української Держави
З 8 червня 1918 р. — тимчасово в.о. начальника 10-ї пішої дивізії Армії Української Держави. У грудні 1918 р. перейшов на бік Збройних Сил Півдня Росії.

### Білоемігрант
З 1921 р. перебував на еміграції в Туреччині, очолював тамтешній Союз російських військових інвалідів. Помер та похований у Александрії (Єгипет).